# Huhn Marengo

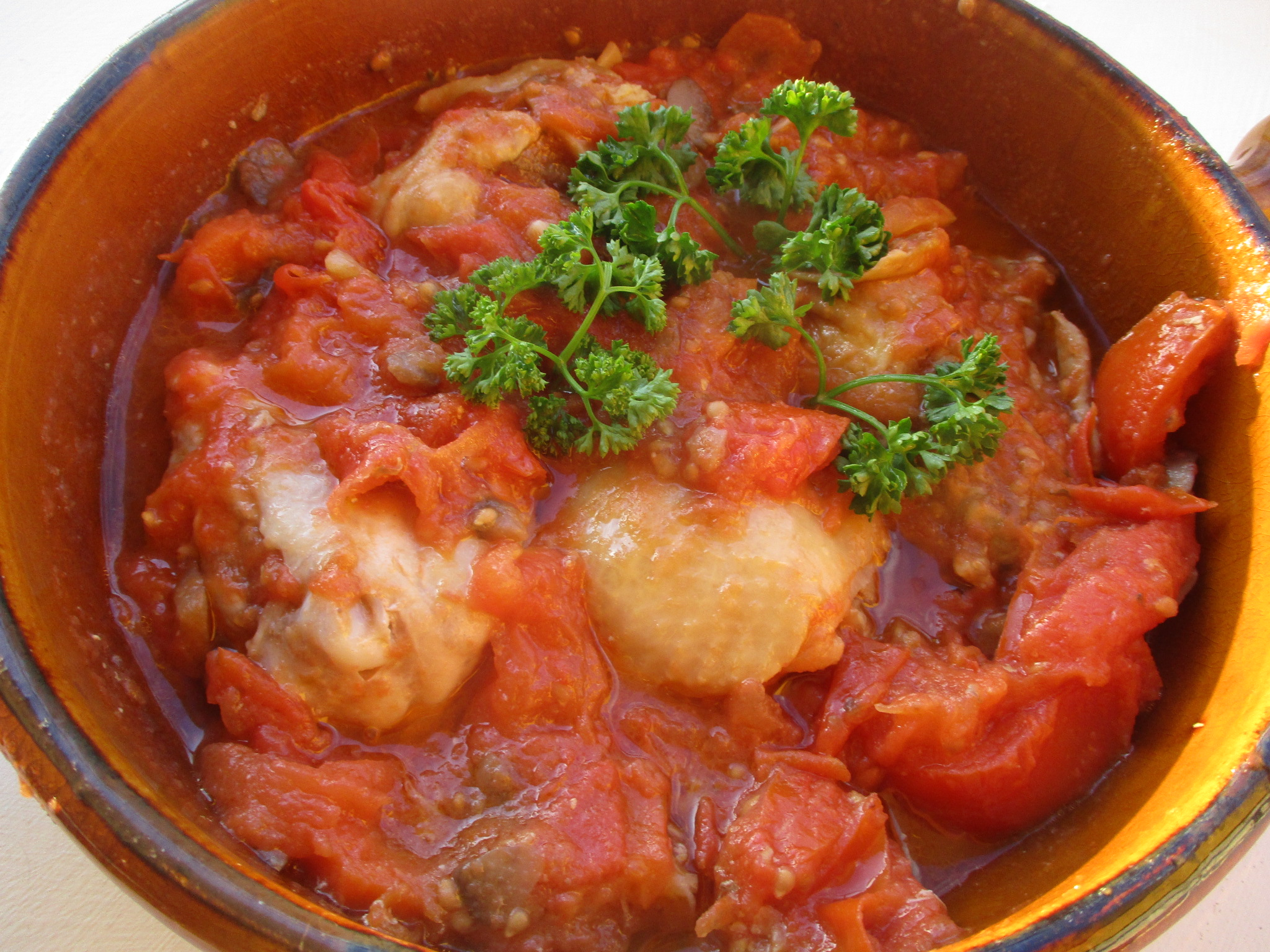
Huhn Marengo

Huhn Marengo (französisch Poulet Marengo, italienisch Pollo alla Marengo) ist ein Schmorgericht der klassischen französischen Küche aus Masthuhn (Poularde) mit Tomaten, Champignons, Weißwein, eventuell Garnelen oder Flusskrebsen, frittierten Eiern und Croûtons oder gerösteten Weißbrotscheiben. Das ursprüngliche Rezept war wesentlich einfacher, wurde aber im Laufe der Zeit verfeinert und variiert. Huhn Marengo ist heute auch Bestandteil der italienischen Küche.
In der österreichischen Küche wurde das Gericht mit Hinblick auf den historischen Hintergrund auf „Marengo-Kalbsschnitzel“ abgewandelt.

## Legende
Napoleon besiegte am 14. Juni 1800 die Österreicher in der Schlacht bei Marengo in Marengo, einem Vorort von Alessandria; das französische Ragout Marengo wurde ihm angeblich nach dieser Schlacht serviert, es besteht aus Huhn mit Tomaten, Knoblauch, Weißwein, Krebsen und gerösteten Weißbrotscheiben.

## Zubereitung
Das Hähnchen wird in Brust, Schenkel und Flügel zerteilt, die Teile werden mit Salz und Pfeffer gewürzt und in einem Schmortopf mit Olivenöl (auch mit Butter vermischt) kräftig angebraten. Die Bruststücke werden, wenn sie halb gar sind, herausgenommen und beiseite gestellt. Dann werden in den Topf gehäutete und entkernte Tomaten oder Tomatenmark sowie Knoblauch gegeben und angedünstet, mit Weißwein und Hühnerbrühe abgelöscht und alles geschmort. Getrennt davon werden Champignons in Butter kurz gedünstet, anschließend mit den Bruststücken hinzugegeben und zu Ende gegart. Je nach Rezept werden die Tomaten weggelassen oder Fleischextrakt, Cognac, Trüffeln, Perlzwiebeln oder schwarze Oliven hinzugefügt.
Serviert wird Huhn Marengo klassisch mit Petersilie, gegartem Krebsfleisch, frittierten Eiern und Croûtons oder in Olivenöl oder Butter geröstetem Weißbrot.